# Don't Make Me Over
Singles de Dionne Warwick
This Empty Place
(1963)
Don't Make Me Over est une chanson pop/soul écrite par Hal David, composée par Burt Bacharach et enregistrée pour la première fois par la chanteuse américaine Dionne Warwick. Sortie en single en octobre 1962, elle est incluse dans l'album Presenting Dionne Warwick publié en 1963.

## Sortie du single
Il s'agit du premier single de la carrière de Dionne Warwick. Sur l'édition originale américaine du 45 tours, Don't Make Me Over figure sur la face B, c'est la chanson I Smiled Yesterday qui occupe la face A. 
Le nom Dionne Warwick est une erreur typographique sur la pochette. La chanteuse, nommée en réalité Dionne Warrick, a cependant décidé de le conserver,.

## Succès, reprises et adaptations
La chanson est un succès commercial notamment aux États-Unis où elle atteint la 21e place du Billboard Hot 100. Elle fait l'objet de nombreuses reprises et adaptations. Celle en français par Pierre Delanoë sous le titre T'en vas pas comme ça est interprétée par plusieurs artistes en 1963 et 1964: Nancy Holloway, les Surfs, Nana Mouskouri, Gloria Lasso. Elle est chantée en italien sous le titre Non dirmi niente, par Ornella Vanoni en 1964. Ces adaptations connaissent également le succès.
La version du groupe britannique The Swingin' Blue Jeans se classe 31e au Royaume-Uni en 1966, celle de la chanteuse américaine Jennifer Warnes est 67e du Billboard Hot 100 en 1980 et l'interprétation de la chanteuse américaine Sybil (en) est certifiée disque d'or aux États-Unis en 1989 et se classe dans les meilleures ventes de plusieurs pays.
En 2012, à l'occasion du cinquantenaire de sa carrière discographique, Dionne Warwick enregistre une nouvelle version de Don't Make Me Over sur son album Now: A Celebratory 50th Anniversary Album. 

## Distinctions
Don't Make Me Over interprétée par Dionne Warwick a reçu un Grammy Hall of Fame Award en 2000. 

## Classements hebdomadaires
| Classement (1963)              | Meilleure place |
| ------------------------------ | --------------- |
| États-Unis (Billboard Hot 100) | 21              |
| États-Unis (Hot R&B Singles)   | 5               |

## Version de Sybil
La chanteuse américaine Sybil sort en single une reprise de Don't Make Me Over en 1989, extraite de son album Sybil.
Cette version se classe notamment numéro un en Nouvelle-Zélande.

### Classements hebdomadaires
| Classement (1989-1990)             | Meilleure place |
| ---------------------------------- | --------------- |
| Allemagne (GfK Entertainment)      | 40              |
| Canada (RPM 100 Singles)           | 58              |
| Canada (RPM Dance Singles)         | 2               |
| États-Unis (Billboard Hot 100)     | 20              |
| États-Unis (Hot R&B/Hip-Hop Songs) | 2               |
| Nouvelle-Zélande (RMNZ)            | 1               |
| Pays-Bas (Single Top 100)          | 48              |
| Royaume-Uni (UK Singles Chart)     | 19              |

### Certifications
| Pays              | Certification | Unités certifiées |
| ----------------- | ------------- | ----------------- |
| États-Unis (RIAA) | Or            | 500 000           |